# Сверхманёвренность

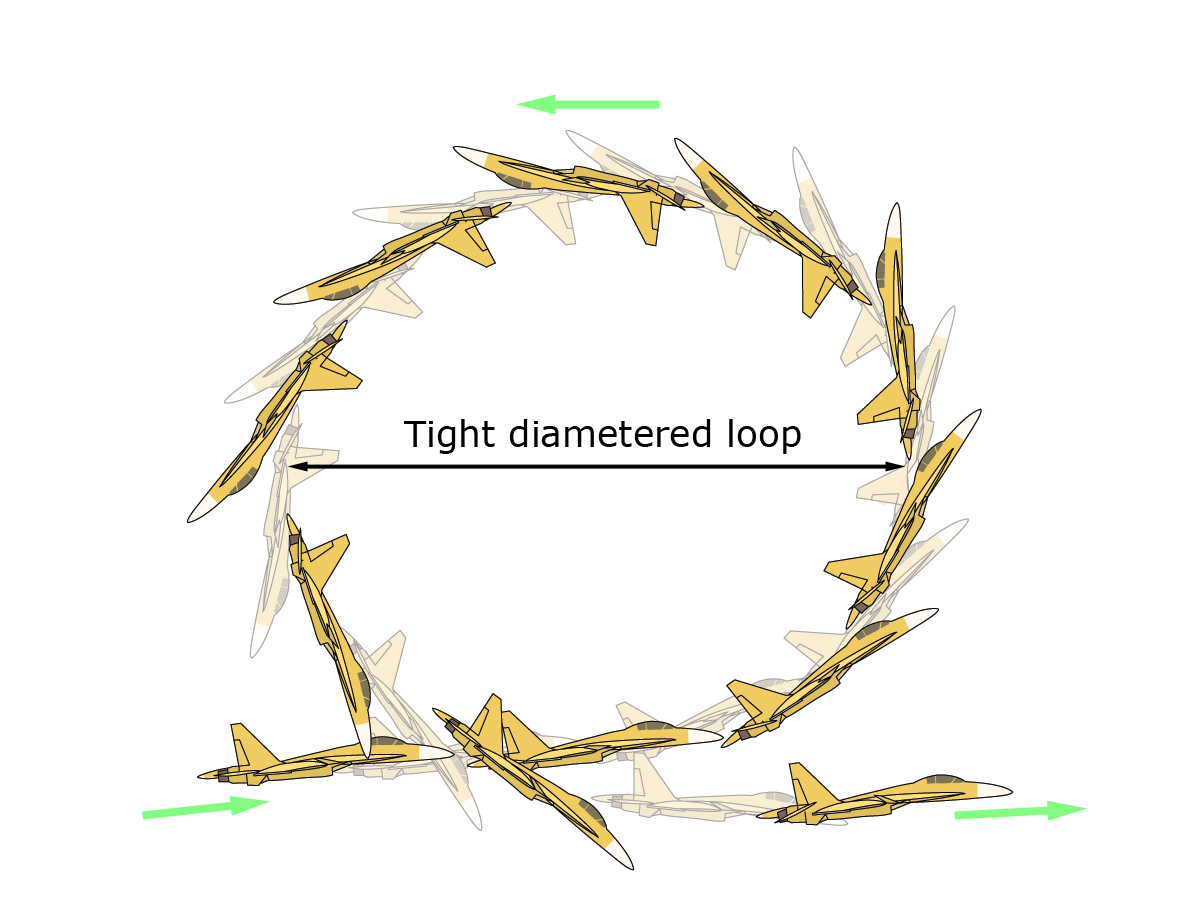
Чакра Фролова

Сверхманёвренность — способность некоторых самолётов сохранять устойчивость и управляемость на закритических углах атаки с высокими перегрузками, обеспечивающая безопасность боевого маневрирования, а также способность самолёта к изменению положения относительно потока, позволяющая наводить оружие на цель вне вектора текущей траектории.

## Самолёты

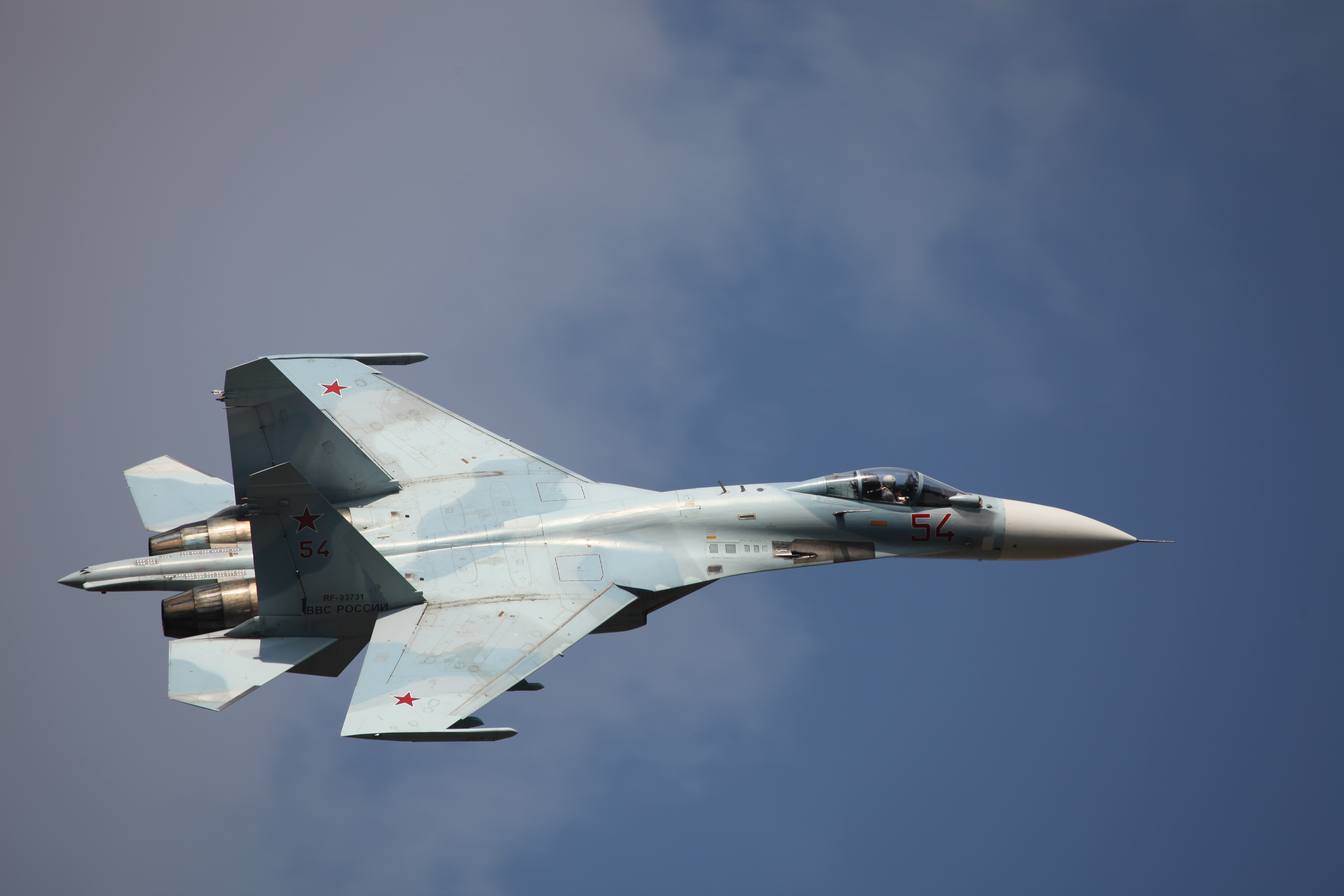
Су-27 один из первых сверхманевренных самолётов в мире

К серийным сверхманевренным самолётам следует отнести Су-27, МиГ-29, Су-30, Су-35,  МиГ-35, F-22. На этих самолётах за счёт применения специальной аэродинамической схемы, основанной на широком использовании вихревой аэродинамики, и двигателей с управляемым/отклоняемым вектором тяги достигнута устойчивость на закритических углах атаки, позволяющая совершать такие уникальные манёвры как «кобра», Чакра Фролова, Колокол и другие. Данные манёвры требуют высокой квалификации летчика и должны выполняться на относительно небольших скоростях, примерно до 500 км/ч, из-за ограничений по прочности планера, поэтому, в реальных боевых условиях, их применение с высокой вероятностью может привести к поражению в бою. Кроме того, современные ракеты ближнего воздушного боя и нашлемные системы целеуказания позволяют атаковать энергично маневрирующего противника в любой полусфере, не прибегая к резкому снижению скорости полёта и выходу на закритические углы атаки, что неизбежно приводит к ещё большему и стремительному снижению скорости полёта.
В настоящее время развитие маневренных характеристик самолётов шло по пути оснащения передним горизонтальным оперением (ПГО) и отклоняемым или управляемым вектором тяги (ОВТ или УВТ). Эти технические средства повышения маневренности, применяемые порознь или вместе, позволяют получить надёжное управление положением самолёта в любом диапазоне углов атаки. 